# Adaptec

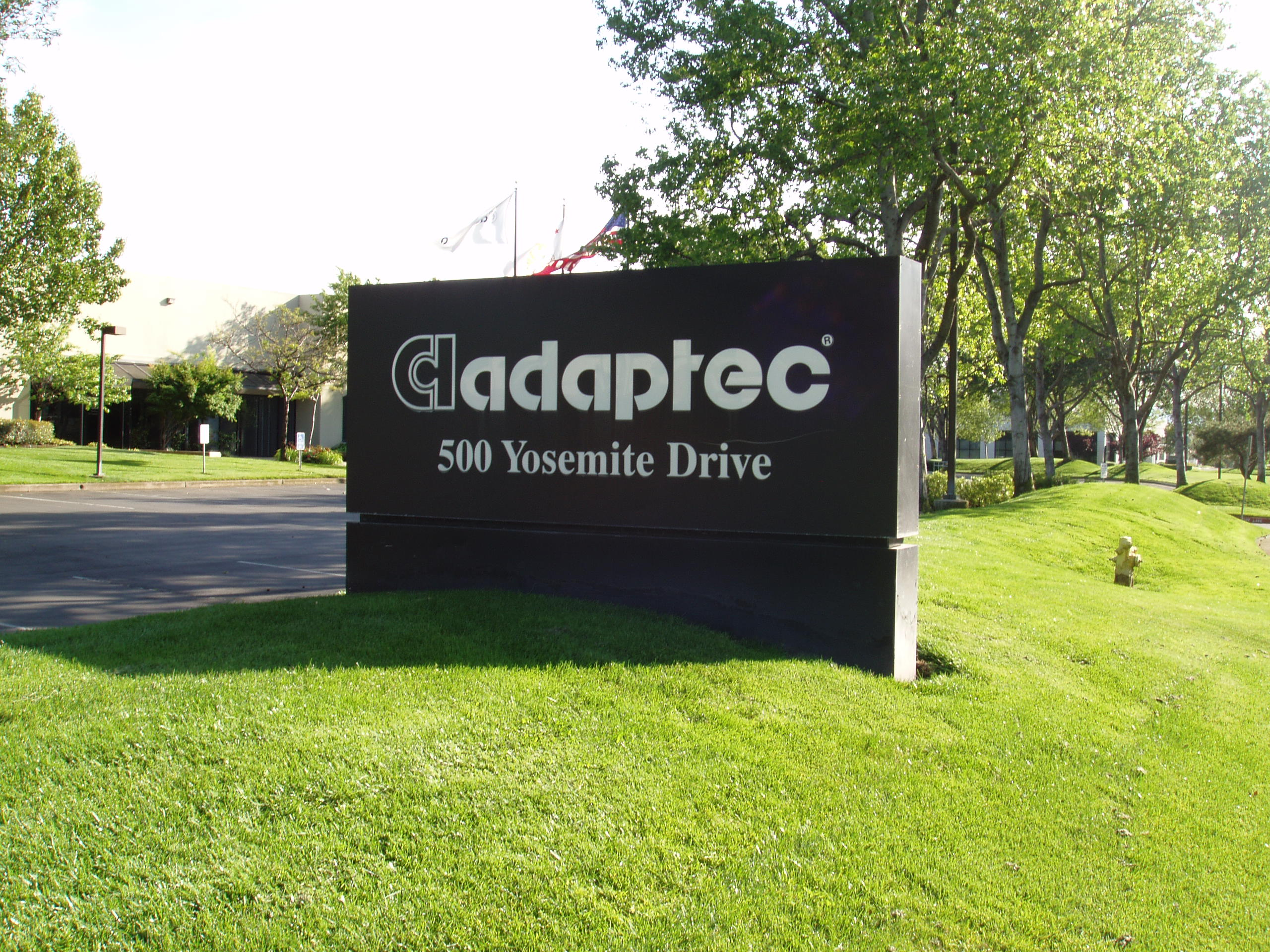
Adaptec

Adaptec — торговая марка, в настоящее время принадлежащая компании Microsemi. Adaptec в настоящее время занимается разработкой и производством RAID и HBA контроллеров SCSI, SAS и SATA, используемых для подключения накопителей и различных систем хранения данных к ПК и серверам. В некоторых RAID-контроллерах Adaptec используется технология maxCache для буферизации доступа к массивам на традиционных жёстких дисках с использованием SSD-накопителей.